# Renfe série 9000
 (juillet 2012).
Si vous disposez d'ouvrages ou d'articles de référence ou si vous connaissez des sites web de qualité traitant du thème abordé ici, merci de compléter l'article en donnant les références utiles à sa vérifiabilité et en les liant à la section « Notes et références ».

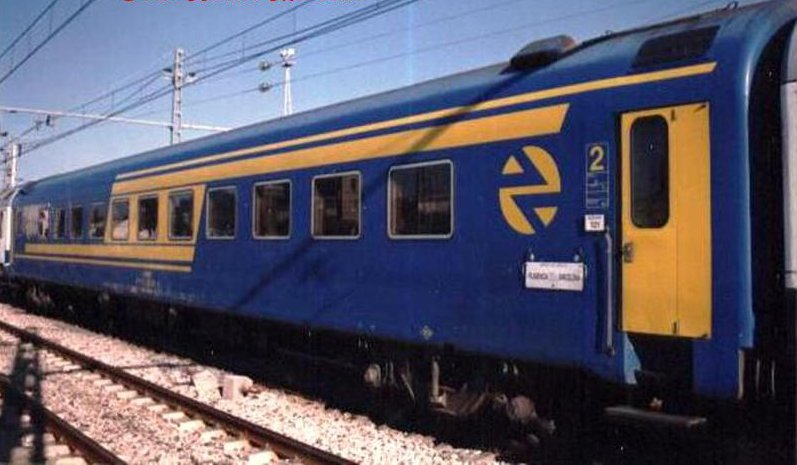
Voiture B11t 9213 en livrée d'origine (Diurno Sierra de Gredos, 1998).

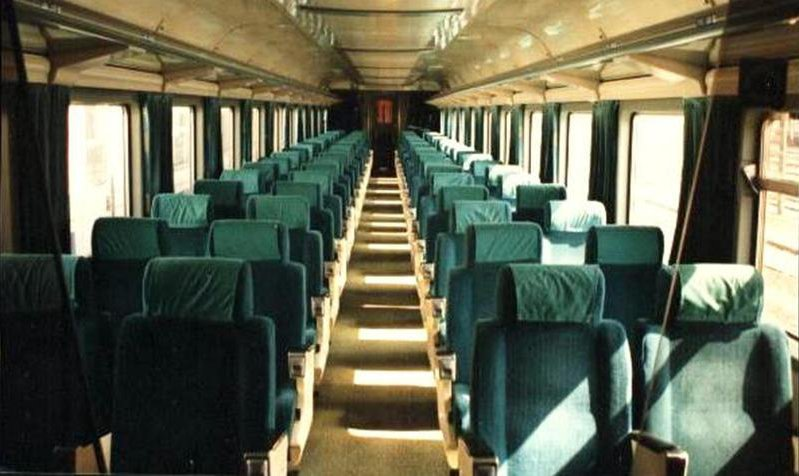
Intérieur d'une B12t de la série de 9000.

La Série 9000 de la Renfe est une série de voitures de chemin de fer pour longs parcours, aménagées en salle à allée centrale, non climatisées.
Ces voitures construites par CAF et Macosa à partir de 1980 sont équipées de nouveaux bogies Fiat ou « Gran Confort » qui ont permis de porter la vitesse des trains de jour Diurno à 160 km/h.

## Historique
Dans les années 1970, les compagnies de chemin de fer cherchaient à améliorer le confort et la vitesse de leur trains. C'était l'époque des VSE et autres voitures Corail.
En 1976, le Servicio de Investigación de Material Ferroviario (Simafe) confie aux entreprises CAF, Macosa et Ateinsa le développement d'un prototype de voitures sur la base d'une remorque intermédiaire de la rame « electrotrén 432 ». Ce prototype, de référence RS-D1-01, connu sous le nom « voiture SIMAFE », était équipé d'un bogie S-II de CAF qui va évoluer pour devenir le bogie « Gran Confort » (GC-1) de série, apte aux 160 km/h.
Ces essais aboutiront au développement des nouvelles voitures de la série 9000 capables de rouler à 160 km/h. Le contrat sera notifié à CAF et Macosa en 1979. Les voitures seront équipées pour partie du bogie GC-1 et pour les autres du bogie Fiat F80 SL (voir liste ci-dessous).
L'objectif de la compagnie publique était de reléguer les voitures de la série 5000 et 6000 aux lignes secondaires et aux services omnibus pour réserver les voitures de la série 8000 aux Express et les nouvelles voitures à des trains diurnes de qualité (les trains Diurno), les futures voitures de la série 10000 étant quant à elles dédiées aux trains de nuit Estrella. Seules ces dernières seront climatisées.
Les voitures de la série 9000 seront mises en service en 1981 et 1982. Le temps de leur construction, la Renfe a loué à la SNCF 50 voitures Corail Vtu en 1980 et 1981. Elles ont été équipées de bogies GC-1, qui seront finalement remontés sur les voitures de la série 9000 auxquels ils étaient destinés.

## Sous-séries
La série compte au total 290 unités :
- 110 voitures de type 9000,
- 120 fourgons,
- 60 voitures-couchettes de type 10000.

Les voitures de type 9000 se répartissent dans les sous-séries suivantes :
- 10 A12t 9000, 50 71 12-70 001 à 010, 1re classe haute densité 19*(2+2), à bogies Fiat 80 SL  ; CAF, 1980/1981,
- 5   A9t 9100, 50 71 19-70 101 à 105 (puis 107), « vraies » 1re classe 18*(2+1) au pas de 980 mm, à bogies GC-1, 1981/1982,
- 70 B11t 9200, 50 71 21-70 001 à 070, 2e classe 22*(2+2) au pas de 864 mm, à bogies Fiat 80 SL  ; CAF 53 + Macosa 17, 1980 23+17 & 1981 30.
- 5 AR9t 9700, 50 71 84-70 701 à 705, voitures-bar mixtes 1re classe et cafétéria, à bogies GC-1 ; CAF, 1981/1982,
- 10 BR4t 9800, 50 71 85-70 801 à 810, voitures-bar mixtes 2e classe et cafétéria (4 tables de 4, et 8 tabourets sur tablette latérale), à bogies GC-1 ; CAF + Macosa, 1982,
- 10 R9 9900, 50 71 87-70 901 à 910, voitures-restaurant, à bogies GC-1 ; CAF, 1983.

La série 9000 inclut aussi les fourgons suivants :
- 20 DG9  9451 à 9470, fourgons-générateur  ; la plupart revendus à l'Iran en 1999.
- 100 DDj 9500-9511 et DD 9512-9599, fourgons porte-automobiles, à bogies GC-1.

La sous-série suivante, bien qu'apparentée à la série 10000, a été classée parmi les 9000 :
- 60 Bc10x 9601-9660, voitures-couchettes de type Corail.

### Transformations
Les voitures suivantes sont issues de transformations :
- +2 A9t 9100 : les A12t 9009 et 9010 deviennent les A9t 9106 et 9107.
- 23 B10t 9300 50 71 20-70 001 à 023, issues de la transformation en 1996-1997 de diverses B11t 9200 ; passent de 88 à 80 places.
- 5 AR7t 9850, 50 71 84-70 701 à 705, ex AR9t 9700 réaménagées avec 47 places,
- 8 BR3t 9820 50 71 85-70 821 à 828, issues de la transformation en 1996-1997 de diverses BR4t 9800 ; passent de 32 à 28 places assises.

## Services
Initialement, les voitures de la série 9000 offraient des places de 1re et de 2e classe et des services de cafétéria et restaurant. Elles étaient destinées aux trains de jour Diurno, à l'exception des voitures-restaurant qui circulaient sur les Espreso, renommés Estrella, avec les voitures-couchettes 9600 et les voitures de la série 10000.
Avec le déclin des trains conventionnels de la Renfe, les dernières voitures circulent dans des trains Diurno de classe unique (2e). Beaucoup de voitures ont été retirées du service ; il en restait 200 en janvier 2001. Les derniers types en service sont les A7t 9100, B10t 9300, BR3t 9820 et la BR4t-9.807 (ainsi que les voitures-couchettes Corail Bc10x 9600).

## Livrées
Leur livrée d'origine, bleue à bandes jaunes (orange pour les voitures-restaurant) leur donnait une forte identité. En mai 1990 la R9 9908 prend la livrée Estrella . À la fin des années 1990, elles prendront une livrée de transition entièrement blanche (bas de caisse noir et haut du toit gris), puis la livrée dite « Danone » de la B.A. Largo Recorrido > Grandes Líneas et l'actuelle livrée de Renfe Operadora dite « Pantone ».

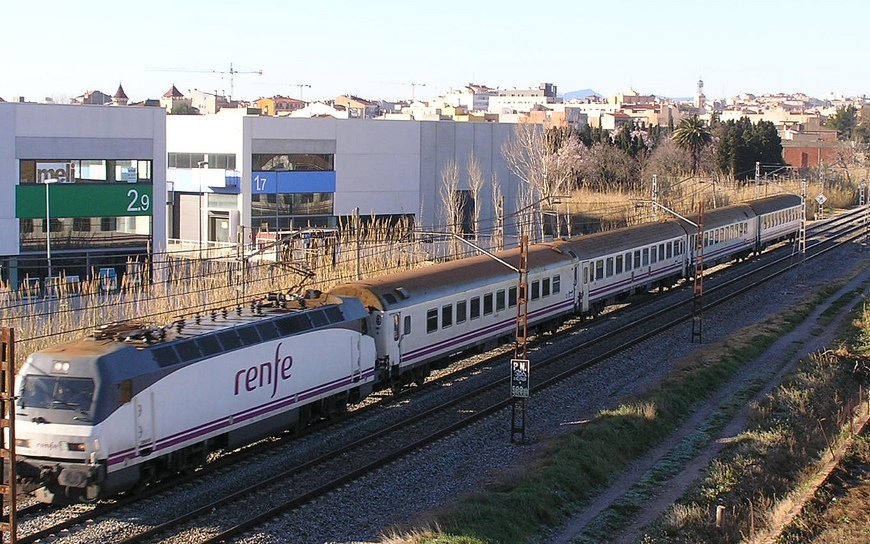
B11t 9200 dans le train de nuit Estrella Costa Brava en 2011.
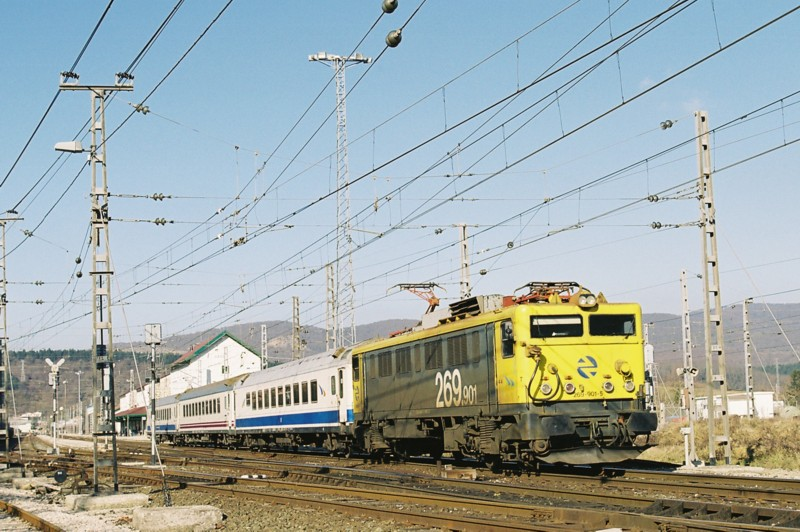
Voitures 9000 tractées par la locomotive 269-901.
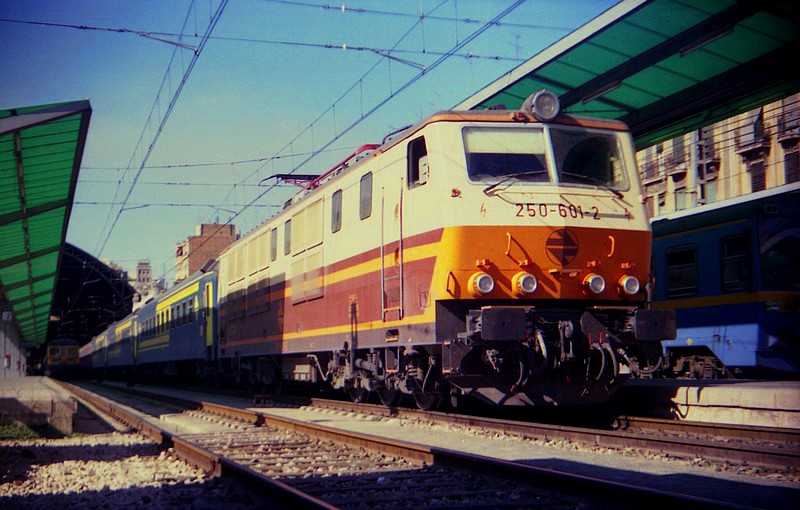
Rapide "Torre del Oro" tracté par la 250-601 avec des 9000 en livrée d'origine.
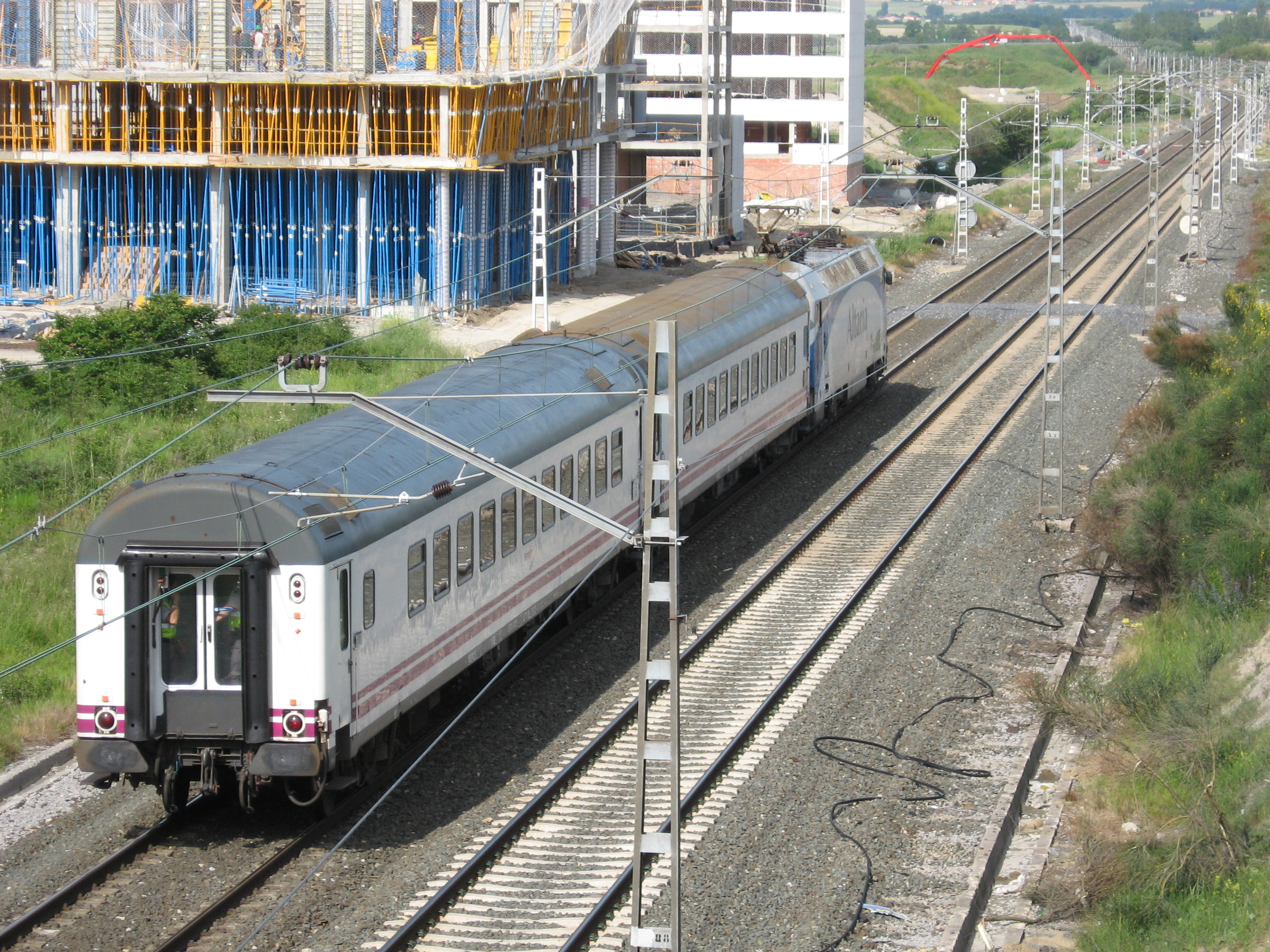
Train Diurno 280 à Vitoria-Gasteiz tracté par une locomotive série 252.